# Блејденборо (Северна Каролина)
Блејденборо (енгл. Bladenboro) град је у америчкој савезној држави Северна Каролина.

## Демографија
По попису из 2010. године број становника је 1.750, што је 32 (1,9%) становника више него 2000. године.
| Група             | 2000.         | 2010.         |
| Белци             | 1.368 (79,6%) | 1.262 (72,1%) |
| Афроамериканци    | 306 (17,8%)   | 411 (23,5%)   |
| Азијати           | 0 (0,0%)      | 7 (0,4%)      |
| Хиспаноамериканци | 21 (1,2%)     | 36 (2,1%)     |
| Укупно            | 1.718         | 1.750         |